# Gino Iorgulescu
George Gino Iorgulescu (ur. 15 maja 1956 w Giurgiu) – rumuński piłkarz, reprezentant kraju grający na pozycji obrońcy.

## Kariera klubowa
Nicolae urodził się w miejscowości Giurgiu i w 1971 w tamtejszym zespole Dunărea Giurgiu rozpoczął swoją przygodę z futbolem. Profesjonalną karierę piłkarską rozpoczął w 1973 w zespole seniorów Dunărei. W sezonie 1974/1975 pomógł zespołowi w awansie do Ligi II. W zespole występował do 1975 i wystąpił w 32 spotkaniach. 
W 1975 związał się z zespołem Sportul Studențesc Bukareszt. Z klubem wystąpił w finale Pucharu Rumunii w sezonie 1978/1979 oraz zdobył Puchar Bałkanów w roku 1980. W sumie w tym zespole grał przez 14 lat i w 324 spotkaniach strzelił aż 49 bramek. W 1976 był wypożyczony do zespołu Progresul Bukareszt. Występował w nim przez jeden sezon, rozgrywając 28 spotkań, w których strzelił 6 bramek. W 1989 wyjechał do Belgii, aby grać w Beerschot Antwerpia. Po rozegraniu zaledwie 2 spotkań w barwach Beerschotu, w 1990 zakończył karierę piłkarską.
| Sezon   | Klub                         | Kraj    | Rozgrywki      | Mecze | Bramki |
| ------- | ---------------------------- | ------- | -------------- | ----- | ------ |
| 1973/74 | Dunărea Giurgiu              | Rumunia | Liga III       | 31    | 0      |
| 1974/75 | Dunărea Giurgiu              | Rumunia | Liga III       | 1     | 0      |
| 1975/76 | Sportul Studențesc Bukareszt | Rumunia | Liga I         | 1     | 0      |
| 1976/77 | Progresul Bukareszt          | Rumunia | Liga I         | 28    | 6      |
| 1977/78 | Sportul Studențesc Bukareszt | Rumunia | Liga I         | 32    | 12     |
| 1978/79 | Sportul Studențesc Bukareszt | Rumunia | Liga I         | 32    | 8      |
| 1979/80 | Sportul Studențesc Bukareszt | Rumunia | Liga I         | 31    | 7      |
| 1980/81 | Sportul Studențesc Bukareszt | Rumunia | Liga I         | 31    | 3      |
| 1981/82 | Sportul Studențesc Bukareszt | Rumunia | Liga I         | 26    | 3      |
| 1982/83 | Sportul Studențesc Bukareszt | Rumunia | Liga I         | 32    | 4      |
| 1983/84 | Sportul Studențesc Bukareszt | Rumunia | Liga I         | 30    | 4      |
| 1984/85 | Sportul Studențesc Bukareszt | Rumunia | Liga I         | 25    | 2      |
| 1985/86 | Sportul Studențesc Bukareszt | Rumunia | Liga I         | 21    | 1      |
| 1986/87 | Sportul Studențesc Bukareszt | Rumunia | Liga I         | 19    | 1      |
| 1987/88 | Sportul Studențesc Bukareszt | Rumunia | Liga I         | 23    | 1      |
| 1988/89 | Sportul Studențesc Bukareszt | Rumunia | Liga I         | 21    | 3      |
| 1989/90 | Beerschot Antwerpia          | Belgia  | Jupiler League | 2     | 0      |

## Kariera reprezentacyjna
Iorgulescu po raz pierwszy w drużynie narodowej zagrał 11 listopada 1981 w meczu przeciwko reprezentacji Szwajcarii, zakończonym remisem 0:0. Trzy lata później został powołany przez selekcjonera Mirceę Lucescu na Euro 1984. 
Podczas turnieju wystąpił w spotkaniach z Hiszpanią i Portugalią. Po turnieju zagrał m.in. w 7 spotkaniach eliminacji do Mistrzostw Świata 1986. 
Po raz ostatni w koszulce reprezentacji Rumunii wystąpił 2 marca 1986 w meczu przeciwko reprezentacji Egiptu, zakończonym zwycięstwem Rumunów 1:0. Łącznie w latach 1981–1986 wystąpił w reprezentacji w 47 spotkaniach, w których strzelił 3 bramki.
| Mecze i gole w reprezentacji | Mecze i gole w reprezentacji | Mecze i gole w reprezentacji | Mecze i gole w reprezentacji | Mecze i gole w reprezentacji | Mecze i gole w reprezentacji | Mecze i gole w reprezentacji |
| #                            | Data                         | Miasto                       | Przeciwnik                   | Gol                          | Wynik                        | Rozgrywki                    |
| ---------------------------- | ---------------------------- | ---------------------------- | ---------------------------- | ---------------------------- | ---------------------------- | ---------------------------- |
| 1.                           | 11.11.1981                   | Berno                        | Szwajcaria                   |                              | 0:0                          | El. MŚ 1982                  |
| 2.                           | 14.03.1982                   | Bruksela                     | Belgia                       |                              | 1:4                          | towarzyski                   |
| 3.                           | 14.04.1982                   | Ruse                         | Bułgaria                     |                              | 2:1                          | towarzyski                   |
| 4.                           | 01.05.1982                   | Hunedoara                    | Cypr                         |                              | 3:1                          | El. Euro 1984                |
| 5.                           | 12.05.1982                   | Rosario                      | Argentyna                    |                              | 0:1                          | towarzyski                   |
| 6.                           | 16.05.1982                   | Lima                         | Peru                         |                              | 0:2                          | towarzyski                   |
| 7.                           | 18.05.1982                   | Santiago                     | Chile                        |                              | 3:2                          | towarzyski                   |
| 8.                           | 15.08.1982                   | Suczawa                      | Japonia                      |                              | 4:0                          | towarzyski                   |
| 9.                           | 18.08.1982                   | Bukareszt                    | Japonia                      |                              | 3:1                          | towarzyski                   |
| 10.                          | 01.09.1982                   | Bukareszt                    | Dania                        |                              | 1:0                          | towarzyski                   |
| 11.                          | 08.09.1982                   | Bukareszt                    | Szwecja                      |                              | 2:0                          | El. Euro 1984                |
| 12.                          | 17.11.1982                   | Chemnitz                     | NRD                          |                              | 1:4                          | towarzyski                   |
| 13.                          | 04.12.1982                   | Florencja                    | Włochy                       |                              | 0:0                          | El. Euro 1984                |
| 14.                          | 29.01.1983                   | Stambuł                      | Turcja                       |                              | 1:1                          | towarzyski                   |
| 15.                          | 02.02.1983                   | Larisa                       | Grecja                       |                              | 3:1                          | towarzyski                   |
| 16.                          | 09.03.1983                   | Târgu Mureș                  | Turcja                       |                              | 3:1                          | towarzyski                   |
| 17.                          | 30.03.1983                   | Timișoara                    | Jugosławia                   |                              | 0:2                          | towarzyski                   |
| 18.                          | 16.04.1983                   | Bukareszt                    | Włochy                       |                              | 1:0                          | El. Euro 1984                |
| 19.                          | 15.05.1983                   | Bukareszt                    | Czechosłowacja               |                              | 0:1                          | El. Euro 1984                |
| 20.                          | 01.06.1983                   | Sarajewo                     | Jugosławia                   |                              | 0:1                          | towarzyski                   |
| 21.                          | 09.06.1983                   | Solna                        | Szwecja                      |                              | 1:0                          | El. Euro 1984                |
| 22.                          | 10.08.1983                   | Oslo                         | Norwegia                     |                              | 0:0                          | towarzyski                   |
| 23.                          | 24.08.1983                   | Bukareszt                    | NRD                          |                              | 1:0                          | towarzyski                   |
| 24.                          | 12.10.1983                   | Wrexham                      | Walia                        |                              | 0:5                          | towarzyski                   |
| 25.                          | 08.11.1983                   | Tel Awiw-Jafa                | Izrael                       |                              | 1:1                          | towarzyski                   |
| 26.                          | 30.11.1983                   | Bratysława                   | Czechosłowacja               |                              | 1:1                          | El. Euro 1984                |
| 27.                          | 22.01.1984                   | Guayaquil                    | Ekwador                      | Gol                          | 3:1                          | towarzyski                   |
| 28.                          | 07.02.1984                   | Algier                       | Algieria                     |                              | 1:1                          | towarzyski                   |
| 29.                          | 07.03.1984                   | Krajowa                      | Grecja                       |                              | 2:0                          | towarzyski                   |
| 30.                          | 11.04.1984                   | Oradea                       | Izrael                       |                              | 0:0                          | towarzyski                   |
| 31.                          | 14.06.1984                   | Saint-Étienne                | Hiszpania                    |                              | 1:1                          | Euro 1984                    |
| 32.                          | 20.06.1984                   | Nantes                       | Portugalia                   |                              | 0:1                          | Euro 1984                    |
| 33.                          | 29.07.1984                   | Jassy                        | Chiny                        |                              | 4:2                          | towarzyski                   |
| 34.                          | 31.07.1984                   | Buzău                        | Chiny                        |                              | 1:0                          | towarzyski                   |
| 35.                          | 29.08.1984                   | Gera                         | NRD                          |                              | 1:2                          | towarzyski                   |
| 36.                          | 12.09.1984                   | Belfast                      | Irlandia Północna            |                              | 2:3                          | El. MŚ 1986                  |
| 37.                          | 21.11.1984                   | Tel Awiw-Jafa                | Izrael                       |                              | 1:1                          | towarzyski                   |
| 38.                          | 27.03.1985                   | Sybin                        | Polska                       |                              | 0:0                          | towarzyski                   |
| 39.                          | 03.04.1985                   | Krajowa                      | Turcja                       |                              | 3:0                          | El. MŚ 1986                  |
| 40.                          | 01.05.1985                   | Bukareszt                    | Anglia                       |                              | 0:0                          | El. MŚ 1986                  |
| 41.                          | 06.06.1985                   | Helsinki                     | Finlandia                    |                              | 1:1                          | El. MŚ 1986                  |
| 42.                          | 07.08.1985                   | Moskwa                       | ZSRR                         |                              | 0:2                          | towarzyski                   |
| 43.                          | 28.08.1985                   | Timișoara                    | Finlandia                    |                              | 2:0                          | El. MŚ 1986                  |
| 44.                          | 16.10.1985                   | Bukareszt                    | Irlandia Północna            |                              | 0:1                          | El. MŚ 1986                  |
| 45.                          | 13.11.1985                   | Izmir                        | Turcja                       | Gol                          | 3:1                          | El. MŚ 1986                  |
| 46.                          | 28.02.1986                   | Aleksandria                  | Egipt                        | Gol                          | 2:2                          | towarzyski                   |
| 47.                          | 02.03.1986                   | Aleksandria                  | Egipt                        |                              | 1:0                          | towarzyski                   |

## Sukcesy
Dunărea Giurgiu
- Mistrzostwo Liga III (1): 1974/75

Sportul Studențesc Bukareszt
- Finał Pucharu Rumunii (1): 1978/79
- Puchar Bałkanów (1): 1979/80